# Washington Township (comté de Franklin, Pennsylvanie)
Pour les articles homonymes, voir Washington Township.
Washington Township est un township situé au sud-est du comté de Franklin, en Pennsylvanie, aux États-Unis,. En 2010, il comptait une population de 14 009 habitants.

## Démographie
Lors du recensement de 2010, le township comptait une population de 14 009 habitants. Elle est estimée, en 2018, à 14 541 habitants.